# 杰克·耶尔曼
杰克·耶尔曼（英語：Jack Yerman，1939年2月5日—），美国男子田径运动员，主攻短跑。他曾代表美国参加1960年夏季奥林匹克运动会田径比赛，获得男子4×400米接力金牌。